# 味の素 ハート・オブ・ポップス
『味の素ハート・オブ・ポップス』（あじのもとハート・オブ・ポップス）は、TBSラジオの音楽番組である。パーソナリティは歌手の森山良子。TBSラジオの番組表上は『森山良子ハート・オブ・ポップス』と表記されていた。

## 概要
『大沢悠里のゆうゆうワイド』内で放送されていたフロート番組である。『ゆうゆうワイド』と同じく1986年4月7日にスタート。『ゆうゆうワイド』は2007年8月10日に放送開始5555回を迎えたが、この番組は何回か休止があったため、2007年10月5日が5555回目となった。2009年8月24日の放送内で、10月2日をもって番組を終了すると森山が発表した。23年半、6070回続いた長寿番組であった。
味の素の一社提供。オープニングで、森山が散文詩を詠む。締めは必ず「味の素」で、提供開始クレジットを兼ねていた。番組後半にはレシピを紹介するコーナー「ハートオブメニュー」があり、森山が料理研究家の枝元なほみと共に料理を作ることもあった。コーナー前に森山のコンサート・ライブの告知がなされる場合があった。
放送回数の節目には公開録音を行い、森山のコンサート・ライブの数週間後には、ライブ音源からのセレクト曲を1週間通して放送していいた。ミュージシャンをゲストに招くこともあった。森山がBEGINと共作した「涙そうそう」は当番組がきっかけで誕生し、当番組で初演された。金曜日のみリスナーからのリクエストが基本で、スペシャルウィークのころを中心に、1週間を通してのリクエスト企画が組まれることがあった。
2023年3月19日には沖縄県各地での録音を含む特別番組『味の素 ハート・オブ・ポップス リターンズ』を14年ぶりにTBSラジオとRBCiラジオにて放送

## 放送時間
- 毎週月曜日〜金曜日 11:08-11:28

放送前に大沢悠里と森山が「森山さんお願いしま〜す」「は〜い」といった掛け合いをしたが、森山の方は録音で、何種類かを使い分けていた。

## エンディングテーマ
- すなおなきもち（森山良子）

かつては曲名不詳のインストゥルメンタルの曲が使われていた。

## 同名の番組
TBSラジオでは1985年4月時点においても月曜日から金曜日の午前11時台に『味の素ハートオブポップス』が放送されている。当時の番組表にはパーソナリティ名は記載されていない。